# 曜日蒼龍
曜日 蒼龍（かがひ/かがい そうりゅう、安政2年（1855年） - 1917年（大正6年）1月29日）は、明治時代に活動した浄土真宗本願寺派の僧侶。1889年（明治22年）にハワイに渡航し、在留日本人への開教（布教）活動を行った最初の僧侶として知られている。この活動は、本願寺派のハワイ開教の初期の例であり、また日本仏教の英語圏での開教の先駆でもあった。別号に点紅。

## 生涯

### 生い立ちと周辺
江戸時代幕末期の安政2年（1855年）、豊後国国東郡にある光徳寺（現在の大分県豊後高田市臼野）の長男として生まれ、西光寺（豊後高田市水崎）の住職東陽円月が開いていた「東陽学寮」に学ぶ。蒼龍と円月は縁戚関係にあり、円月は蒼龍の伯父（円月の弟の子が蒼龍）であり、さらに蒼龍は円月の娘「すず」を妻に迎えた。
東陽円月は、本願寺派の教学理解上の一学派である豊前学派の大成者として名高い人物である。東陽学寮に学んだ人物には、「大日本仏教済世軍」を組織して明治期の仏教社会運動に足跡を残した真田増丸や、 宗門の近代化が図られた時期に本願寺派の勧学を務めた高名な僧侶たちを輩出している。また、1879年
（明治12年）には宇島（現在の福岡県豊前市宇島）の豪商・小今井乗桂の開いた「乗桂校」で学頭的な立場で講義を行い、多くの僧侶を育成した。
円月は開教（布教）活動にも熱心であった。江戸時代、現在の鹿児島県と宮崎県南部を支配した薩摩藩は浄土真宗を禁じていたが（隠れ念仏参照）、明治初年に円月は宮崎県で布教を行い、これに続いて東陽学寮や乗桂校などでの弟子たちも多く宮崎県・鹿児島県で開教にあたった。このほか円月は、捨て子やハンセン病患者の救済といった社会事業なども行ったと伝えられる。こうした地域社会での活動のみならず、門主大谷光尊（明如）の命で本山にのぼり、学林改革に際して赤松連城を補佐するなど、教団中央にも参画しており、多方面での活動を見せた。

### ハワイへの渡航
『デジタル版 日本人名大辞典+Plus』によれば、西本願寺の大学林（龍谷大学の前身）で助教を務めた。
蒼龍の著書『布哇紀行』によれば、1888年（明治21年）夏、東京にいた蒼龍は新聞や雑誌の報道で、ハワイ（当時はハワイ王国）在住の同朋の置かれている厳しい状況を知る。キリスト教徒が圧倒的多数を占めるこの「絶海の孤島」では、同朋たちが聞法にあずかることもできず、習俗・風習の異なる中で肉体的にも精神的にも苦痛にあえいでいるというのである。これに刺激を受けた蒼龍は、日本国内で自らが取り組んでいた事業や運動を中止し、ハワイに赴くことを決意したという。ただし守谷友江による西光寺住職へのインタビューによれば、蒼龍の檀家にハワイに移民した者がいた関係でハワイの情報が入っており、自らが渡航して精神的慰安をもたらそうとしたのであるという。
1889年（明治22年）1月11日には法主大谷光尊に「特旨」をもって拝謁し、2月10日には島地黙雷ら旧知の人々の送別宴を受けた。蒼龍は1889年（明治22年）2月18日に「近江丸」に乗り、3月2日にハワイ・ホノルルに到着した。
蒼龍のハワイ渡航は単身で行われており、しばしば「個人的な」布教活動とされるが、同時期の本願寺派の海外布教の機運を受けたものであり、多くの後援者があった。当時、赤松連城や島地黙雷らは「海外宣教会」という組織を作っており、蒼龍もその会員であった。「真宗青年伝道会」も蒼龍の活動を支援した。蒼龍のハワイへの渡航費用の多くは、豊前の小今井乗桂が拠出したのではないかとされる。旅立ちに当たって師の円月は長編の詩を贈り、蒼龍を励ました。

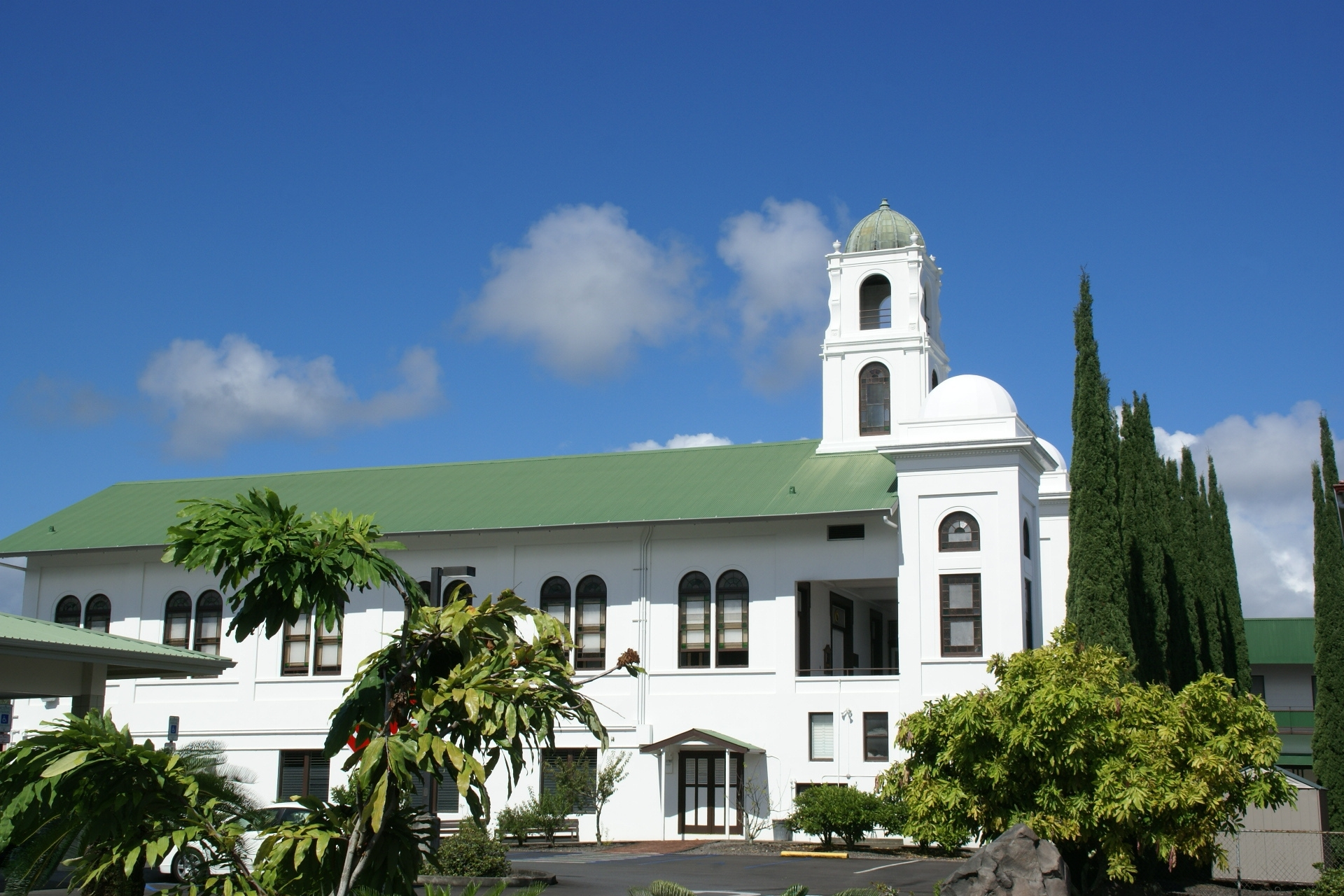
現在のヒロ別院（2013年撮影）

蒼龍はハワイで「大日本帝国本願寺派布哇伝道本院」の看板を掲げたという。仏教に接することができなかったハワイの日本人仏教徒の間で、蒼龍の伝道開始は大いに歓迎された。ハワイ島ヒロ（当時、ヒロはハワイで最大の日本人人口がある町であった）在住の移民監督官・木村斎次は熱心な仏教徒で、かねがね移民に仏教を伝える必要を感じていたために蒼龍を歓迎し、両者は協力して各方面に寄付を募り、ヒロに最初の布教拠点（現在の本派本願寺ヒロ別院）を設けた。また、ホノルルに布教拠点を建設するべく、本山の支援を求めた。ところがハワイの状況は本山には十分に伝わっていなかった。10月1日にホノルルに入港した「山城丸」で、東陽学寮の同門であった西沢道朗が来航すると、自らは本山とかけ合うために一時帰国することを決心し、不在中のハワイでの布教は西沢に託した。10月19日、蒼龍は横浜港に帰国した。

### 挫折と後半生
蒼龍はキリスト教への強い対抗意識を有しており、キリスト教はハワイを「伝習所」として日本人への布教に習熟し、やがて日本にも押し寄せるであろうと考えた。こうした危機意識のもと、蒼龍は実践的な方法で、日系移民への布教を図ったが、これが本願寺派内、あるいは日本の仏教界で問題化する。
ハワイに渡航して正式に布教者として活動するためには、ハワイ政府の許可が必要であるが、「政治的事情」により進展しなかった。そこで蒼龍は、教法の中に（キリスト教の）神の存在を認めることが得策と判断し、仏教の本尊（ブッダ）はキリスト教の神（ゴッド）と同体異名であると記してハワイ政府に布教申請を行った。ゴッド＝ブッダ説は、日本人移民への布教を実現するために、ホスト社会の印象を操作する「方便」として言い出したに過ぎなかったが、このことが日本で大問題となった。本山を説得し支援を受けようと「一時帰国」した蒼龍は、僧籍離脱を迫られる事態となり、ハワイでの布教活動再開は断念せざるを得なかった。蒼龍がハワイの地を再び踏むことはなかった。
常光浩然「曜日蒼龍」（『明治の仏教者・上』春秋社、1968年）によれば、その後の蒼龍について以下のように記されているという。蒼龍は再度ハワイに帰還して混乱をおさめようとしたが、師である（義父でもある）円月に強く引き留められた。常光は、円月は篤学の人であるとともに本山に忠実な人物でもあり、強いて事を構えることを望まなかったのであろうと推測する。蒼龍は大分の自らの寺に帰って引退し、のちには僧籍を離脱したという。

## 本願寺派のハワイ布教のその後
蒼龍が「一時帰国」した際、後事を託された西沢道朗がハワイの布教を受け継ぎ、協力者であった木村斎次も西沢を迎えた。しかし、蒼龍の事業を継ごうとした僧侶たち（彼らの多くも東陽学寮の関係者であった）が次々と個別にハワイを訪れたことで事態は混乱を始める。1889年（明治22年）、あとから単独でやって来た蒲行也（蒲生行也）は、西沢に代わってヒロに駐在することとなった（西沢は特に本山との関係がなかったために立場が弱かった）。また、姫路徳雄（徳応）・荻野行運らもそれぞれハワイに渡り、ヒロに駐在した。ところが、ヒロの教会堂建設時の負債の返済を巡って疑いを持たれる事案が発生するなどした。ホノルルにおいても各団体で応分の寄付を集め、蒼龍が目指した出張所の土地を取得したものの、蒼龍が失脚したことに加え団体間で紛争が生じ、事業は「雲散霧消」するに至った。こうした状況下、蒲は4年にわたって苦闘したものの、本山の姿勢は消極的・傍観的であり、十分な支援は受けられなかった。
さらに、日本人たちの間に宗教的な渇仰はあるものの、十分な統制のないハワイには、好ましからざる「日本の宗教家」も入り込み、よからぬ行為を働く問題も発生した。中には「本願寺派布教使」を自称する質の悪い者もいたようであり、日本人社会での本願寺のイメージは失墜し、また門徒は肩身の狭い思いをしたという。教団側の編纂した開教史では、蒼龍の布教開始から正式の開教使が派遣されるまでの9年間は「暗黒時代」と断じられている。本山も信用にかかわる事態として対策せざるを得なくなった。
京都の本山から正式に僧侶（開教監督里見法爾、開教使今村恵猛）が派遣されたのは1897年（明治30年）である。

## 備考
- 蒼龍は、ハワイに渡航して日本の仏教の布教活動を行った最初の僧侶である[28]。厳密には、ハワイに渡航した僧侶は蒼龍以前にも数人いるが、通常の移民と同様に就労を目的としており、布教を目的とはしていない[5]。蒼龍の『布哇紀行』によれば、1889年3月に曹洞宗の僧侶・朝比奈泰吾が蒼龍と会っているが、朝比奈泰吾がハワイで宗教活動に従事した記録はないという[5]。
- 蒼龍の実弟である藤村僧翼も、1909年（明治42年）頃にハワイに渡航し、客死している[12]。

## おもな著書
- 曜日点紅『布哇紀行』（1889年）　NDLJP:767401